# Зассе, Герман
Герман Отто Эрих Зассе (нем. Hermann Otto Erich Sasse) (17 июля 1895 года, Зоннервальд, Нижняя Лужица, Германия — 9 августа 1976 года, Аделаида, Австралия) — лютеранский пастор, конфессиональный теолог и писатель.

## Биография
Герман родился в семье фармацевта Германа Зассе и его жены Марии (старший из пяти детей). В 1913 году поступил на теологический факультет Берлинского университета, где обучался у либерального теолога Адольфа фон Гарнака. Во время первой мировой войны был призван в армию. Во время окопной войны во Фландрии оказался одним из шести выживших из целого батальона.
13 июня 1920 года в церкви Святого Матфея был рукоположён в сан пастора, после чего служил в приходах в Бранденбурге. Затем как студент по обмену провёл один год в Хартфордской семинарии (1925—1926). В 1928 году женился на Шарлотте Науман. В этом браке имел троих детей.
Зассе был делегатом и на первой всемирной конференции «Вера и церковное движение» (Лозанна, Швейцария, 1927) и присутствовал на конференции по разоружению в Женеве (1932).
После прихода к власти национал-социалистов выступил с критикой нового режима. В 1933 году вместе с Дитрихом Бонхёффером написал Бетельское исповедание, в котором протестовал против преследования евреев. Однако в следующему году покинул синод, на котором была создана Барменская декларация.
С 1933 года — профессор церковной истории в университете Эрлангена, Бавария. Несмотря на оппозиционность режиму нацистов, сохранил свой пост во время их правления.
После войны выступил с критикой принципов создания Евангелической Церкви Германии и присоединился к Свободной Церкви. В 1949 году эмигрировал в Австралию, где он работал в семинарии Объединенной Евангелическо-Лютеранской Церкви Австралии. Способствовал объединению лютеранских деноминации Австралии в единую Лютеранскую Церковь Австралии).
Зассе вёл активную переписку с евангелическим клиром, которая была опубликована под названием «Письма лютеранским пасторам» (англ. Letters to Lutheran Pastors), в которых защищал конфессиональные доктрины. Тем не менее подобная позиция не являлась препятствием для участия в межконфессиональных диалогах, в том числе с католиками.
Автор более 400 публикаций, из которых наибольшую известность получили «На том стоим» и «Сие есть тело Моё». В 1972 году получил орден ФРГ «За заслуги».
Погиб во время пожара в собственном доме.

## Тексты, изданные на русском языке
- «На том стоим», Фонд Лютеранское наследие, 2000 год